# Maurice Sizaire
 (mars 2012).
Maurice Sizaire (29 décembre 1877 dans le 1er arrondissement de Paris - 28 janvier 1969 à Champigny (Yonne)) est un ingénieur automobile autodidacte français.

## Biographie
Avec son jeune frère Georges et un camarade Louis Naudin, il construit une voiture sur son temps libre qui sera utilisable en 1903, puis mise en production en 1906 à raison de deux voiturettes par jour.
En 1912, il quitte les automobiles Sizaire-Naudin après un différend avec l'investisseur de l'entreprise.
En 1913, il cofonde l'entreprise Sizaire-Berwick. Mais la Première Guerre mondiale interrompt l'aventure de la branche française. Maurice Sizaire propose toutefois une idée d'automitrailleuse à hélice qui ne sera pas retenue.
En 1918, il rejoint à Londres son ancien associé Berwick, qui a prospéré pendant la guerre, comme « chief designer ». Sur son temps libre, il améliore le concept de roues indépendantes pour améliorer le confort et la tenue de route.
En 1920, de retour en France, il présente avec son frère Georges deux châssis. Mais, sans moyens, l'entreprise cesse son activité en 1928. Il produit la première voiture de série au monde[réf. nécessaire] à avoir une suspension entièrement indépendante, la Sizaire frères 4RI.
En 1933, il rentre dans l'entreprise Tecalemit qu'il quitte à la fin de 1960 à l'âge de 83 ans.

## Entreprises qu'il a cofondées
- Sizaire & Naudin en 1904 ou 1905 - production de 1906 à 1913 : 4 000 voitures carrossées
- Sizaire-Berswick en 1913 avec son usine à Courbevoie
- Sizaire Frères de 1922 à 1927 - production : 700 châssis

## Inventions
- Direction à crémaillère transversale
- Suspensions avant indépendantes (1905 ?)

## Postérité
Un de ses petits-fils, Jean-Marie Hannebert, a acquis une automobile Sizaire-Naudin de 1910 qu'il engage dans des rallyes.

## Sources
- Paul Badré. Maurice Sizaire homme de génie oublié. Éditions Edifree - La Vie de l'Auto, 1985,  (ISBN 9782905171023)